# Nowosiółki Stare
Nowosiółki Stare, Stare Nowosiółki (biał. Старыя Навасёлкі, Staryja Nawasiołki; ros. Старые Новосёлки, Staryje Nowosiołki) – agromiasteczko na Białorusi, w obwodzie mińskim, w rejonie nieświeskim, w sielsowiecie Siejłowicze, przy drodze republikańskiej R54.

## Historia
W Rzeczypospolitej Obojga Narodów znajdowały się w województwie nowogródzkim, w powiecie nowogródzkim. W 1598 wojewoda trocki Mikołaj Krzysztof Radziwiłł „Sierotka” nadał Nowosiółki klasztorowi bernardynów w Nieświeżu lub według innego źródła na uposażenie proboszcza nieświeskiego. Wieś odpadła od Polski w 1793 w wyniku II rozbioru.
W XIX i w początkach XX w. położone były w Rosji, w guberni mińskiej, w powiecie nowogródzkim, w gminie Howiezna. Po 1831, gdy w wyniku represji po powstaniu listopadowym władze carskie zamknęły klasztor bernardynów w Nieświeżu, wieś przeszła na własność skarbu państwa.
W dwudziestoleciu międzywojennym leżały w Polsce, w województwie nowogródzkim, w powiecie nieświeskim, w gminie Howiezna. W 1921 miejscowość liczyła 403 mieszkańców, zamieszkałych w 73 budynkach, w tym 401 Polaków i 2 Białorusinów. 330 mieszkańców było wyznania rzymskokatolickiego i 73 prawosławnego.
Po II wojnie światowej w granicach Związku Sowieckiego. Od 1991 w niepodległej Białorusi.